# 진실과 화해 위원회
진실과 화해 위원회(truth and reconciliation commission)는 국가나 정부의 권력 오남용에 대한 진실을 밝히고 상처를 치유하기 위한 기관으로 국가폭력과 부인주의에 맞서 인권침해에 대한 진상 규명을 위해 노력한다. 진실을 밝히는 조건으로 사면을 하는 경우 논란이 되기도 한다. 

## 같이 보기
- 대한민국 진실·화해를위한과거사정리위원회
- 남아프리카 공화국 진실과 화해 위원회